# مجمع ملی دموکرات ۲۰۱۲ میلادی
مجمع ملی دموکرات ۲۰۱۲ گردهمایی بود که بین ۴ تا ۶ سپتامبر ۲۰۱۲، در شهر شارلوت، کارولینای شمالی برگزار شد؛ که در آن نمایندگانِ حزب دموکرات نامزد ریاست جمهوری آمریکا را از سوی حزب مطبوعشان را انتخاب می‌کنند تا در انتخابات ریاست‌جمهوری ایالات متحده آمریکا (۲۰۱۲) به نمایندگی از این حزب شرکت نماید.
در ۳ آوریل ۲۰۱۲ رئیس جمهور باراک اوباما انتخابات اولیه در ناحیه کلمبیا و مریلند را با از آن خود کردن رأی بیش از ۲٬۷۷۸ نماینده، برد و جایگاه خود را برای نامزدی استوار ساخت. وی پیش از آن جو بایدن را به معاونت خود برگزیده بود تا وی را در انتخابات ۲۰۱۲ برای باز-انتخاب شدن یاری نماید.

## فعالیت‌های مجمع
رویدادهای تمام سه روز برگزاری مراسم در تایم وارنر کیبل آرینا انجام شد. آخرین روز این مجمع، ۶ سپتامبر، قرار بودکه در ورزشگاه ۷۲٬۰۰۰ نفری بانک آو آمریکا انجام و مراسم نامزدی اوباما برای ریاست جمهوری در آنجا برگزار شود؛ اما مجمع به دلایلی با اصرار مکان را به وزشگاه تایم وارنر که سالنی با ۲۰٬۰۰۰ صندلی بود منتقل کرد. بعضی از رسانه به گمانه‌زنی دربارهٔ تغییر مکان پرداختند و آن را به دلیل امکان عدم پر شدن ورزشگاه ۷۰۰۰۰ نفری دانستند و این خالی بودن صندلی‌ها را نشانگر عدم اشتیاق مردم نشان دهد.
سخنرانی پذیرش نامزدی اوباما با لیگ ان اف ال آمریکا تداخل داشت که منجر به آن شد که مسابقات به جای روز سه‌شنبه به چهارشنبه منتقل شود تا تداخلی نداشته باشد. این تغییر باعث شد تا سخنرانی پذیرش نامزدی معاونت ریاست جمهوری جو بایدن که به‌طور معمول یک روز قبل از نیز به روز قبل از سخنرانی پذیرش ریاست جمهوری است؛ به قبل از سخنرانی اوباما منتقل شود تا با لیگ ملی فوتبال تداخل پیدا نکند

### سه‌شنبه، ۴ سپتامبر- جولیان کاسترو و میشل اوباما
شهردار سن آنتونیو، جولیان کاسترو با سخنرانی خود گشایش این نشست را در ۴ سپتامبر ۲۰۱۲ رقم زد. در سخنرانی وی گفته شد: «طرح بودجه رامنی-رایان… نه تنها طبقه متوسط را له می‌کند، بلکه آن را از بین می‌برد… آنچه که نسل پیشین ساخته که منجر به آن شد که هرکسی بتواند خود را در طبقه متوسط وارد کند و در آن بماند را نیز ازبین می‌برد». ادامه داد: «و ما باید انتخابی انجام دهیم… انتخابی بین کشوری که در آن طبقه متوسط مالیات بیشتری و میلیونرها کمتر پرداخت کنند یا کشوری که هرکس براساس سهمش مالیات دهد که در نتیجه ما از بدهی خواهیم کاست و شغل ایجاد خواهد شد. ملتی که وام به دانشجویان را از بین می‌برد یا ملتی که در تحصیل سرمایه‌گذاری می‌کند. این انتخابی است بین یک سیاستمدار که شغل‌های آمریکایی را به آن‌سوی آب‌ها روانه می‌سازد یا رهبری که شغل‌ها را به وطن بازمی‌گرداند… این انتخابی است که پیش روی ماست… مردی که اکنون رئیس جمهور ماست، «باراک اوباما»». گلوبال‌پست از تشویض حضار در سالن یاد و سخنرانی وی را قدرتمندانه توصیف نمود.
بانوی اول آمریکا میشل اوباما نیز آخرین سخنرانی روز بود. سخنرانی وی ۳۵ دقیقه به طول انجامید و بیشتر بر روی باراک اوباما متمرکز بود. وی دربارهٔ ارتش و روح آمریکایی بود نیز سخنانی ایراد کرد: «من آن را -روح آمریکایی- مردان و زنان یونیفورم پوش ارتش کشورمان دیدم، زمانی که جوانی که در افعانستان در اثر انفجار بمب نابینا شده بود گفت: «۱۰۰ بار دیگر هم من چشم‌هایم را فدا می‌کنم تا فرصت انجام آن کارهایی که انجام دادم و همچنان می‌توان انجام دهم را داشته باشم»»
ناطقان این روز عبارت بودند از:
- باربارا لیی، نماینده کنگره
- کلودیا کندی، ژنرال (بازنشسته)
- کوری بروکر، شهردار نیوواک نیوجرسی
- بو پردو، فرماندار کارولینای شمالی
- ماری کی هنری، رئیس اتحادیه بین‌المللی خدمات کارمندان
- چارلی گونزالس، نماینده کنگره از تگزاس
- هری رید، سناتور ارشد از نوادا و رهبر اکثریت سنا
- نانسی پلوسی، رهبر اقلیت مجلس نمایندگان از کالیفرنیا به همراه چند تن از نمایندگان مجلس از جمله:
- روزا دلارو، نماینده کنیتیکت
- کارولین مالونی، نماینده نیویورک
- آلیسون شوارتز، نماینده پنسلوانیا
- گوئن مور، نماینده ویسکانسین
- نادیا ولازکوئز، نماینده نیویورک
- تالسی گابرد، عضو شوای شهر سابق هاوایی
- جیمی کارتر، ۳۹مین رئیس‌جمهور ایلات متحده آمریکا (از طریق ویدیو)[۱۶]
- کن سالازار، وزیر کشور
- جوزف پی کندی سوم، کاندیدای نمایندگی از ماساچوست
- رابرت وکسلر، نماینده سابق فلوریدا

### چهار شنبه، ۵ سپتامبر- الیزابت وارن و بیل کلینتون
ناطقان این روز عبارت بودند از:
- لوییس گوتیرز، نماینده ایلینوی
- دیانا دیگت، نماینده کلورادو
- جان پرز، سخنگوی ایالت کالیفرنیا
- توماس منینو، شهردار بوستون
- جان لارسون، نماینده کانیتیکت
- کن میرز، معاون کلانتر کارول کانتی، آیوآ
- پتی موری، سناتور ارشد از واشینگتن
- پدروپیرلوییس، از پروتوریکو
- آل گرین، نماینده تگزاس
- امانوئل کلیور، نماینده میسوری
- نانسی پلوسی، رهبر اقلیت در مجلس نمایندگان از کالیفرنیا
- جانی آدامز، دانشجو
- جیم هانت، فرماندار سابق کارولینای شمالی
- الیزابت بروس، مادر
- اد میگر، کهنه سرباز جنگ ویتنام
- جان هیکلنوپر، فرماندار کلورادو
- کامالا هریس، دادستان کل کالیفرنیا[۱۷]
- کارن یوسانیو، کارگر جنرال موتورز
- باب کینگ، رهبر کارگران ماشین آمریکا
- ساندرا فلوک، دانشجوی حقوق از جورج تاون
- الیزابت وارن، نامزد نمایندگی از ماساچوست[۱۸]
- آنتونیو ویلارگوسا، شهردار سل آنجلس، کالیفرنیا و رئیس مجمع انتخابی دموکرات در سال ۲۰۱۲
- بیل کلینتون، ۴۲مین رئیس‌جمهور ایلات متحده[۱۸]

دیوید فاستر به عنوان یک کارمند سابق از بین‌کاپیتال

#### نامزدی اوباما
بیل کلینتون به صورت رسمی اوباما را برای انتخاب مجدد و براساس آرای ۵٬۵۵۶ نماینده نامزد نمود. در طول شمارش به صورت فراخوانی نمایندگان می‌سی‌سی‌پی تأخیر داشتند، بنابراین نمایندگان اوهایو با دادن رأی و رسیدن آرای لازم به مرز ۲٬۷۷۸ باعث نامزدی اوباما شد. این شمارش آرای به روش فراخوانی تا پایان و رسیدن به ایلت وایومینگ ادامه یافت که در آن زمان سالن تقریباً خالی شده بود.

#### آرای بیانبه و مصایبش
بیانیه اولیه ۲۰۱۲ مصایبی را به وجود آورده چرا که عبارت خدا و حقوق اعطایی از جانب خدا حذف شده بود. به علاوه نیز عبارت پایتختی بیت‌المقدس در اسراییل نیز حذف شده‌بود. در ۵ سپتامبر فرماندار سابق اوهایو در مراسمی درخواست رسمی برای اضافه نموده این عبارات به بیانهٔ اولیه داشت. رئیس نشست آنتونیو ویلارگوسا نیز این درخواست با را تأیید دو-سوم آرای نمایندگان حاضر به تصویب رساند. پس از اولین رای‌گیری، وی برای دومین بار اعلام رای‌گیری نمود که حجم صدای موافقان و مخالفان برابر بود. خانمی در سمت چپ وی ایستاده بود گفت: «شما نقشی دارید و باید بگذارید که آن‌ها کاری را که می‌هواهند را انجام دهند». وی برای سومین بار اعلام رای‌گیری نمود و با همان شرایط مواجه شد. ویلارگوسا از تصویب اصلاح متن خبر داد که از سوی حاضران هو شد.

### چهارشنبه، ۶ سپتامبر- جوبایدن و باراک اوباما
ناطقان این روز عبارت بودند از:
- کی هیگان، سناتور ارشد از کارولینای شمالی
- والتر دالتون، فرماندار کارولینای شمالی
- دیوید پرایس، نماینده کارولینای شمالی
- مل وات، نماینده کارولینای شمالی
- جیمز راجرز، مدیرعامل دوک انرژی
- کارول برمن، مادربزرک
- دونا ادواردز، نماینده مریلند
- بارنی فرانک، نماینده ماساچوست
- هاروی گرانت، شهردار شارلوت
- جسیون کرو، کهنه سرباز جنگ عراق
- تامی بالدوین، نماینده ویسکانسین
- مایکل ناتر، شهردار پنسیلوانیا
- جیم مسینا، مدیر کمپین باراک اوباما، اوباما برای آمریکا
- بیاسو بایدن، دادستان دلاویر و فرزند جو بایدن
- جیمز کلایبورن، نماینده کالیفرنیا جنوبی
- اسکارلت جوهانسون و کری واشینگتن، بازیگر
- کارولین کندی، نویسنده و دختر رئیس‌جمهور سابق آمریکاجان اف. کندی
- جنیفر گرانهولم، فرماندار سابق میشیگان
- اوا لانگوریا، بازیگر و مدیرِ همکار کمپین اوباما
- برایان شوینتزر، فرماندار مونتانا
- چارلی کریست فرماندار سابق جمهوری‌خواه فلوریدا[۲۱]
- جان کری، سناتور ارشد ماساچوست
- جان نتمن، آدمیرال بازنشسته و مدیرِ همکار کمپین اوباما
- انجی فلورس، دانشجو
- جیل بایدن، بانوی دوم آمریکا
- جو بایدن، معون رئیس‌جمهور آمریکا
- میشل اوباما، بانوی اول آمریکا
- بارام اوباما، رئیس‌جمهور آمریکا[۲۲]

اجرای موسیقی زنده:
- جیمز تایلور
- مری جی. بلایژ
- فو فایترز

### نقل قول
برخی از نقل قول‌های مراسم
- جو بایدن: «اسامه بن لادن مرده و جنرال موتورز زنده است».
- جان کری: «از اسامه بن لادن بپرسید نسبت به چهار سال پیش حالش بهتر است یا نه؟» (هر دو اشاره به صحبت‌های میت رامنی دارد که گفت: «باید از خود بپرسیم نسبت به چهار سال پیش وضع بهتر شده‌است یا خیر؟»)
- جان کری: «سارا پیلین می‌گفت من از آلاسکا روسیه را می‌بینم و نسبت به شناخت دارم و فرماندار رامنی نیز طوری از روسیه حرف می‌زند که انگار روسیه را تنها از فیلم راکی ۴ دیده»
- بیل کلینتون: «از من می‌پرسند که راهکار وضع موجود چیست، جواب این است :ریاضیات»
- جنیفر گرانهولم: «در دنیای رامنی ماشین‌ها آسانسور گیرشان می‌آید و کارگران بدبختی نصیبشان می‌شود» (اشاره به نصب آسانسور در یکی از ویلاهای رامنی برای حمل ماشین به اتاق)
- الیزابت وارن: «نه فرماندار رامنی، شرکت‌ها مردم نیستند، مردم قلب دارند، آن‌ها بچه‌دار می‌شوند، آن‌ها شغل دارند، کامیاب می‌شوند، می‌رقصند. زندگی می‌کنند. عشق می‌ورزند، می‌میرند و این‌ها مهم است. ما کشور را برای شرکت‌ها اداره نمی‌کنیم، برای مردم است» (در جواب گفته رامنی که: «شرکت‌ها همان مردم هستند»)
- الیزابت وارن: «اوباما به کشوری اعتقاد دارد که در آن میلیادرها مانند منشی‌هایشان مالیات دهند».(سهم عادلانه مالیات از ثروتشان)
- اوباما: «اگر نمی‌توانید به المپیک بروید و از نزدیکترین متحدمان انتقاد نکنید، شما نمی‌توانید به پکن بروید» (اشاره به انتقادات رامنی از لندن برای میزانی المپیک)
- گرانهولم: «آمریکا موتورهایتان را روشن کنید! در ماشین و در آرای رای D نشان حرکت رو به جلو و R نمایانگر پسرفت است. ما در انتخابات پیشرو، به جلو خواهیم رفت» (اشاره به D یعنی دموکرات و R یعنی جمهوری‌خواه)
- دوال پاتریک فرماندار ماساچوست: «فرماندار رامنی دائماً از چیزهایی که درست کرده‌است صحبت می‌کند و خب ماساچوست یکی از آن‌هانبوده، او بیشتر به پستش علاقه داشت تا کار کردن» (رامنی فرماندار سابق ماساچوست بود)